# 葛萊美博物館

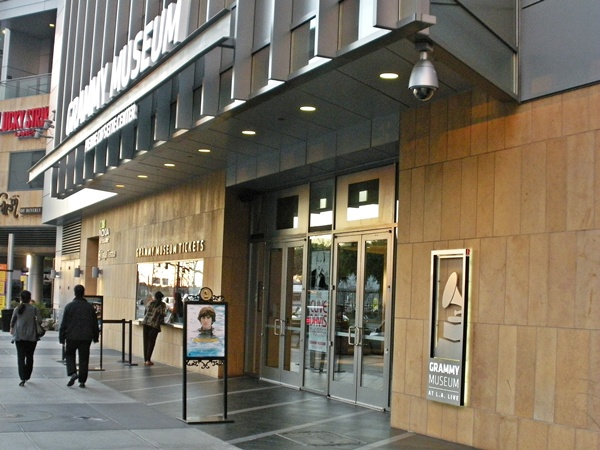

格萊美博物館（英語：The Grammy Museum）是位於美國洛杉磯的一座博物館，展示有關格萊美獎和歷史和得獎者資料。格萊美博物館還設有一個可容納200人觀眾的劇場。博物館自開幕以來已舉辦超過300場公演。